# Combe-Capelle
Combe-Capelle est un ensemble de gisements préhistoriques situé dans la vallée de la Couze sur la commune de Saint-Avit-Sénieur dans le département de la Dordogne (France). Découvert en 1885, il est connu pour la mise au jour en 1909 d'un squelette humain dénommé l'« Homme de Combe-Capelle ». Ce site paléolithique et mésolithique fait toujours objet de fouilles et, en 2011, la découverte d'un lissoir néandertalien a renouvelé l'intérêt pour le site.
Le squelette est à l'origine des conférences d'été de la vallée de la Couze qui se tiennent annuellement à Montferrand-du-Périgord.

## Situation
Le site de Combe-Capelle se trouve à environ 3,4 km (à vol d'oiseau) au sud-est du bourg de Saint-Avit-Sénieur, en rive droite (côté nord) de la Couze (affluent de la Dordogne), à la limite des communes de Saint-Avit-Sénieur et de Montferrand-du-Périgord. Il est longé au sud par la route départementale D 26 qui suit la vallée de la Couze.

## Historique des fouilles
En août 1885, le site de Combe-Capelle est découvert par Michel-Antoine Landesque, curé de Lavalade en Dordogne. Il y amène les membres de la Société géologique de France en septembre 1887 pour leur montrer les résultats in situ de ses fouilles.

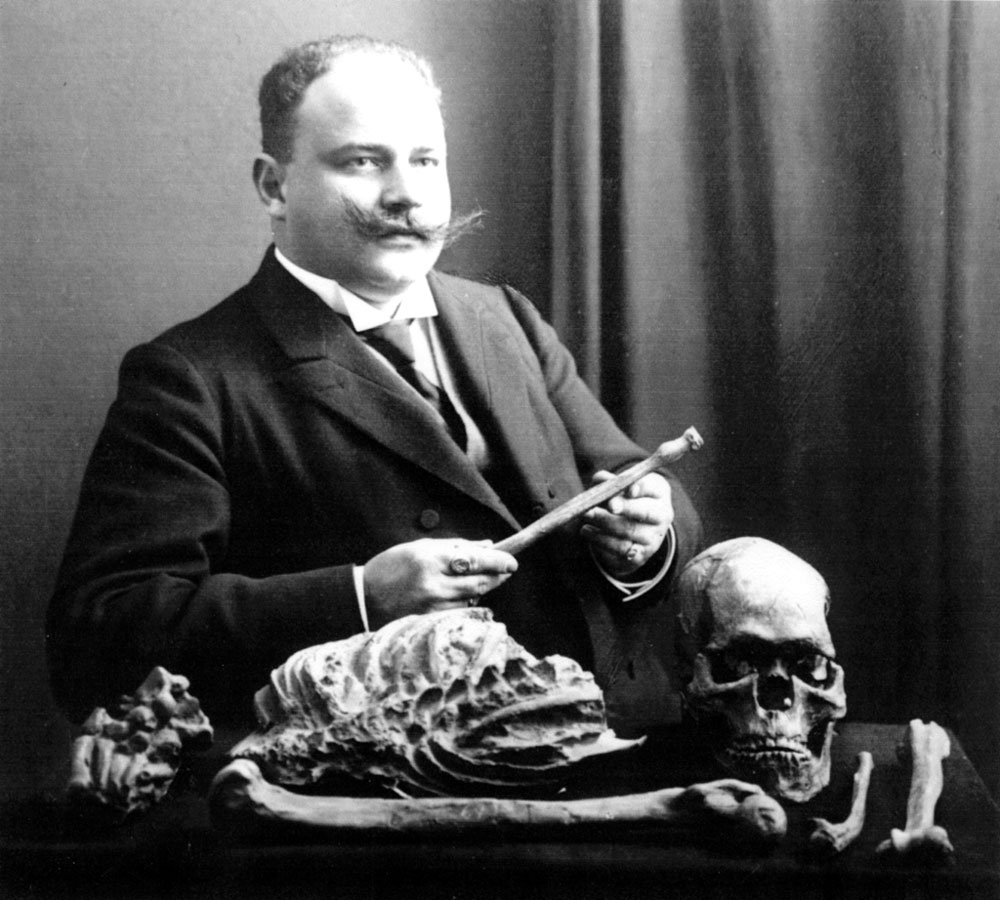
Otto Hauser photographié avec les restes humains mis au jour à Combe-Capelle.

Le 26 août 1909, un ouvrier du négociant en art et archéologue Otto Hauser, entreprenant des fouilles à l'abri sous roche du Roc de Combe-Capelle, découvre un squelette humain : l'Homme de Combe-Capelle.
En 1910, Denis Peyrony loue le terrain du site et commence des fouilles scientifiques, notamment en 1925 au Haut de Combe-Capelle, désigné également sous le nom d'abri Peyrony.
À sa demande, le paléontologue et préhistorien Henri-Marc Ami (en) effectue des fouilles importantes entre 1926 et 1931 à Combe-Capelle Bas.
Il y creuse une tranchée à flanc de colline de 35 à 40 mètres de long et de 2,5 à 10 mètres de large.
Denis Peyrony reprend l'étude du gisement après la mort de Henri-Marc Ami en 1931.
Le plateau du Ruffet fait l'objet de fouilles en 1969.
À la fin des années 1980 et début 1990, des fouilles sont menées par Harold L. Dibble (en) et Michel Lenoir sur les gisements du Haut de Combe-Capelle et de Combe-Capelle Bas,.
En 2009 et 2010, des fouilles à l'abri Peyrony et au Roc de Combe-Capelle sont reprises par une équipe menée par Shannon McPherron et Michel Lenoir.
En 2012 la même équipe, utilisant les meilleures technologies de relevés informatisés et de microscopie électronique, trouve et identifie les plus vieux outils spécialisés connus à ce jour en Europe : des lissoirs en os, servant au travail du cuir, sont mis au jour à l'abri Peyrony et au Pech-de-l'Azé (sur Carsac-Aillac), autre site néandertalien de Dordogne à environ 35 km au nord-est de Combe-Capelle,,.

## Description

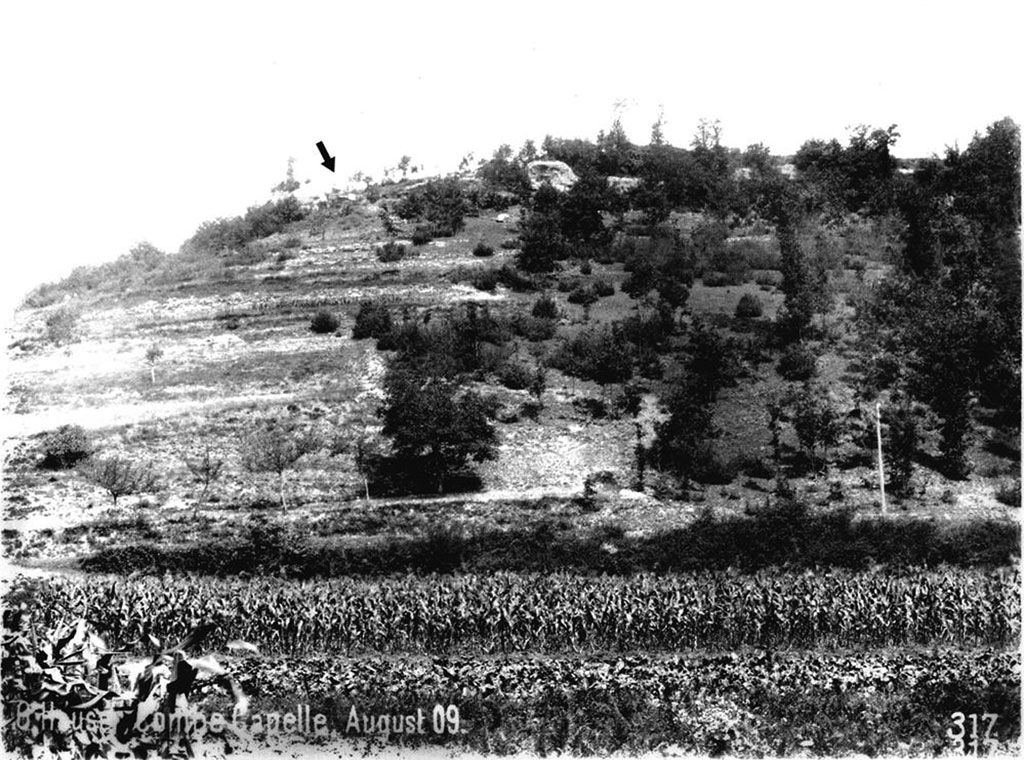
Photographie du site de Combe-Capelle prise en 1909 par Otto Hauser.

Le site de Combe-Capelle descend sur un dénivelé d'environ 40 mètres depuis le plateau de Ruffet jusqu'à la route départementale D 26.
Il est dominé au nord-ouest par une carrière exploitée depuis de nombreuses années. Orienté vers le sud-est, il comprend quatre lieux, fouillés à différentes époques (voir plus haut l'historique des fouilles).

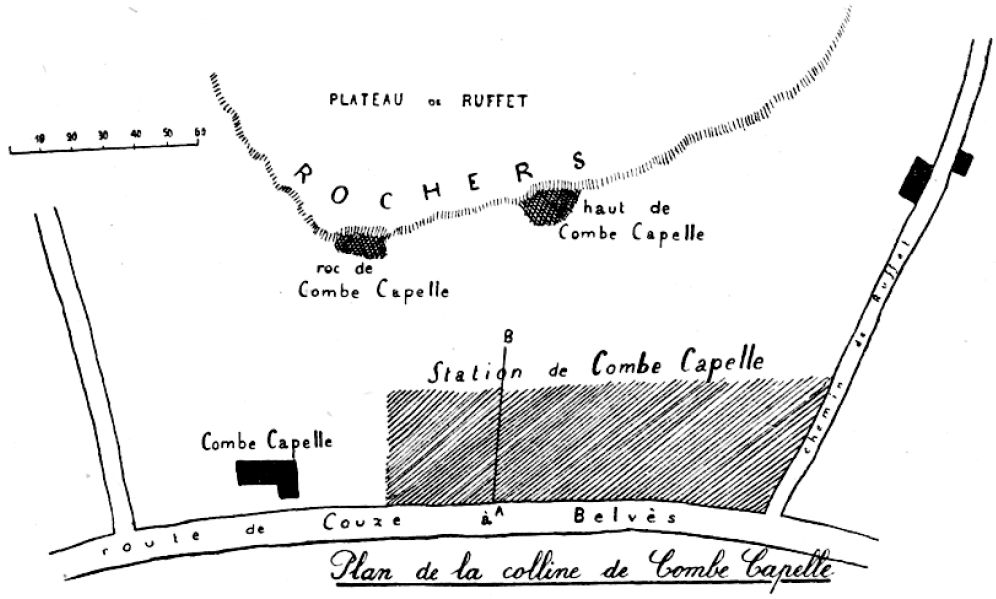
Plan de la colline de Combe-Capelle par Denis Peyrony (1943[11]).

### Plateau de Ruffet
Le Plateau de Ruffet, nommé d'après le hameau au nord du site, est le gisement le plus élevé du site. Il a livré une industrie moustérienne de tradition acheuléenne (MTA), acheuléenne et aurignacienne,.

### Roc de Combe-Capelle
Le Roc de Combe-Capelle est un abri sous roche s'ouvrant au pied d'une petite falaise sur la partie haute du versant. Il est connu pour la découverte en 1909 par Otto Hauser d'un squelette humain dénommé « l'Homme de Combe-Capelle » (voir section plus bas).

### Haut de Combe-Capelle ou abri Peyrony
Cet abri sous roche date uniquement du Moustérien. Il est situé à environ 60 mètres du Roc de Combe-Capelle, au même niveau de la falaise. Il est fouillé par Denis Peyrony en 1925, par une équipe menée par Michel Lenoir et Harold Dibble en 1990, et par une équipe conjointe de l'université de Bordeaux I et du Max Planck Institute en 2009-2012. L'abri a livré une industrie lithique moustérienne de tradition acheuléenne, indiquant que le site était occupé par des Néandertaliens. Les objets recueillis sont des petits bifaces cordiformes, des racloirs, des encoches et denticulés,. Des lissoirs en os recueillis là en 2011 sont publiés en 2011. Ces objets, fabriqués à partir d'os de cerf, sont les outils spécialisés les plus âgés d'Europe. Datés de 50 000 ans, ils ont été attribués à Néandertal car celui-ci n'a été remplacé par Homo sapiens dans cette région qu'il y a 40 000 ans,.

#### Stratigraphie
- Terrasse basse (L-) : elle contient l'essentiel du matériel archéologique[18] ; dont :
  - couche L-3B, la plus basse, repose sur la riche sous-jacente. Elle est riche en artefacts et en matériel brûlé. Elle a été séparée de la couche L-3A sus-jacente par une chute de pierres[18].
  - couche L-3A, entièrement scellée par du carbonate de calcium, ce qui a préservé ce dépôt des perturbations potentielles ; elle a livré un foyer de combustion intact[18].
  - couche L-2, qui est très probablement composée de perturbations du haut de la couche L-3A. Cette couche a une surface limitée[18].
  - couche 01, qui recouvre le site entier et contient des débris de fouilles précédentes[18].
- Terrasse haute (U-), dont :
  - couche U-3, riche en matériel archéologique, dont des vestiges de combustion[18].
  - couche U-2, contenant des sédiments provenant vraisemblablement du plateau au-dessus de l'abri[18].

### Combe-Capelle Bas
Combe-Capelle Bas s'étend de la partie basse de la colline jusqu'à la vallée. Le gisement a livré des industries rattachées au Moustérien, comprenant notamment des racloirs et des encoches/denticulés,.

## L'Homme de Combe-Capelle

### Histoire

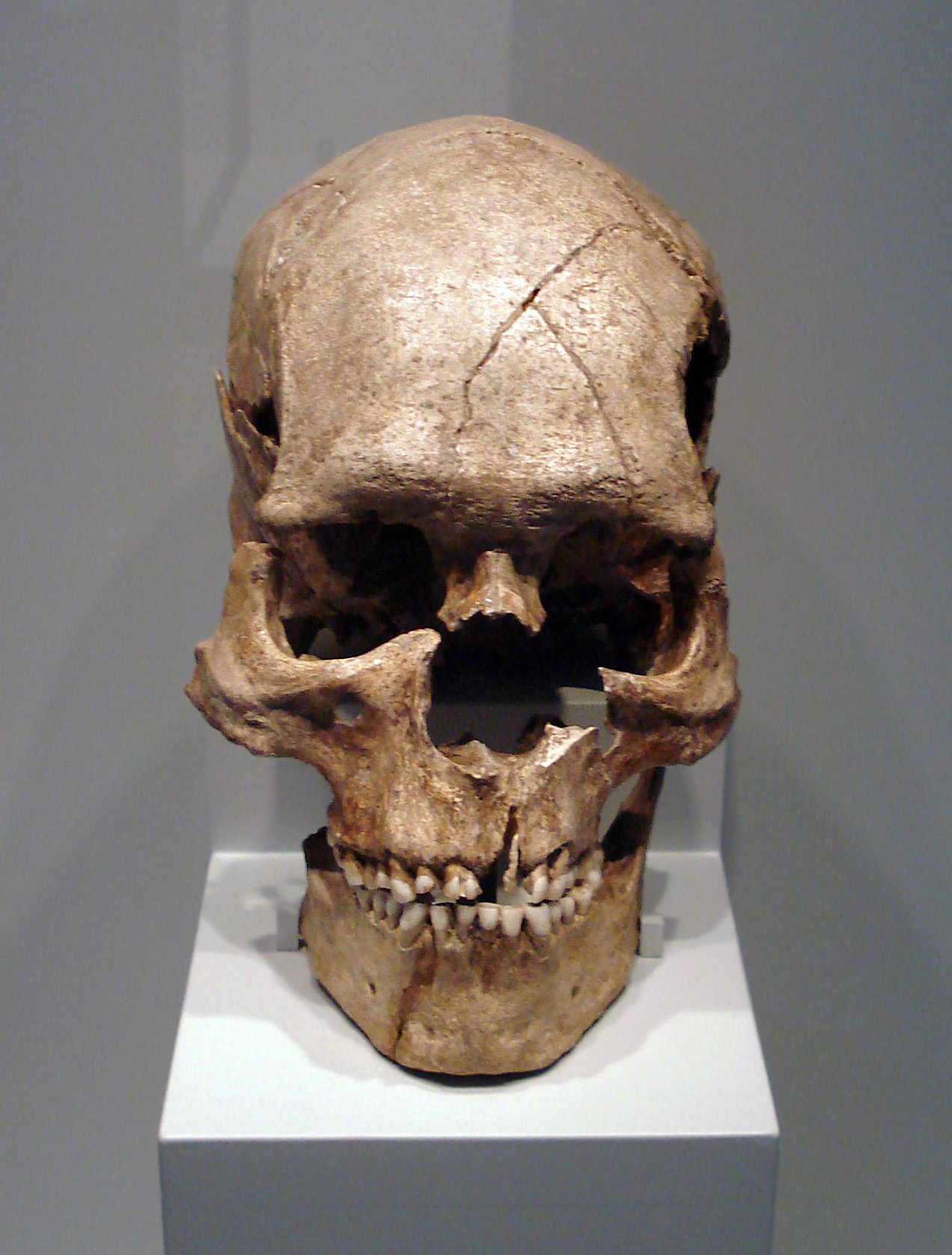
Crâne de l'homme de Combe-Capelle.

Ce squelette humain complet est découvert en 1909 lors de fouilles dirigées par Otto Hauser. Celui-ci vend le squelette en 1910, en même temps que celui d'un adolescent néandertalien retrouvé par lui-même en 1908 sur le site du Moustier en Dordogne, au Musée d'ethnologie de Berlin (de) (Museum für Völkerkunde). Ces restes humains font ensuite partie des collections du musée de Préhistoire et de Protohistoire de Berlin (Museum für Vor- und Frühgeschichte). À la fin de la Seconde Guerre mondiale, à la suite des bombardements sur Berlin et en particulier sur le Martin-Gropius-Bau accueillant alors le musée, les squelettes sont considérés comme perdus - sauf les crânes qui sont entreposés dans un endroit plus sûr. En 1945, l'Armée rouge transfère de nombreux objets des collections du musée en Union soviétique. En 1958, les Soviétiques retournent à l'Allemagne de l'Est une partie des collections du musée. En 2001, le crâne de l'homme de Combe-Capelle est de nouveau identifié dans ces collections du musée. Ce crâne est exposé au musée de Préhistoire et de Protohistoire, transféré en 2009 au Musée Nouveau de Berlin (Neues Museum).

### Datation
L'homme de Combe-Capelle a longtemps a été considéré comme vivant au Paléolithique, il y a environ 30 000 ans. En 2011, une analyse du collagène extrait de l'une des dents du crâne conservé à Berlin a montré un âge de seulement 8 550 ans avant le présent, soit un âge calibré d'environ 7600 à 7700 ans avant notre ère, correspondant au Mésolithique,.

« L'homme de Combe-Capelle » — abri sous roche du Roc de Combe-Capelle
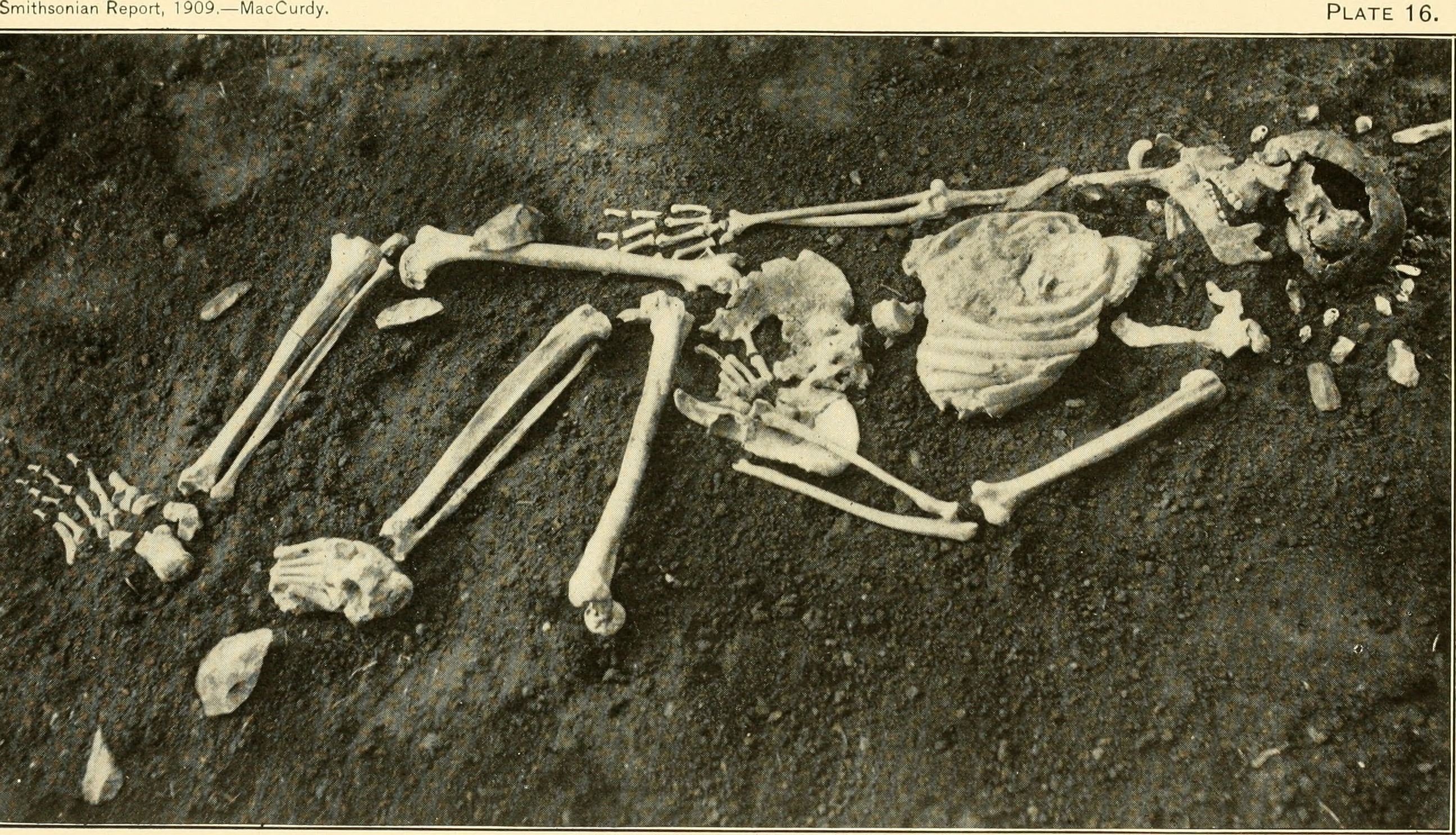
Le squelette (Smithsonian Report, 1909. MacCurdy. Planche 17)
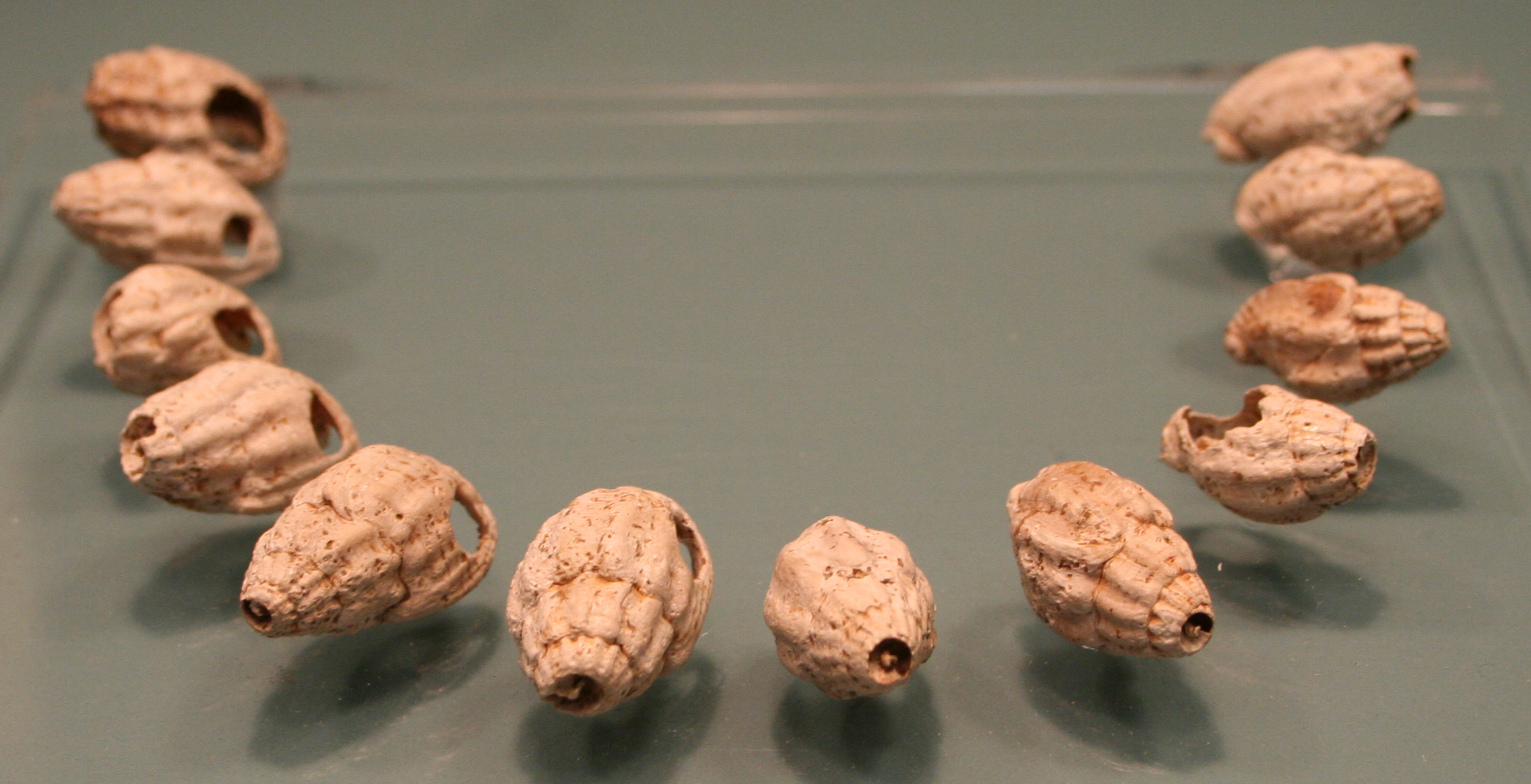
…et le collier de coquillages associé.

## Protection
Le site de Combe-Capelle est classé monument historique les 19 octobre 1946 et 17 avril 1947.